# Duronia, Molise
Duronia är en ort och kommun i provinsen Campobasso i regionen Molise i Italien. Kommunen hade 404 invånare (2018).